# Řád bílé orlice

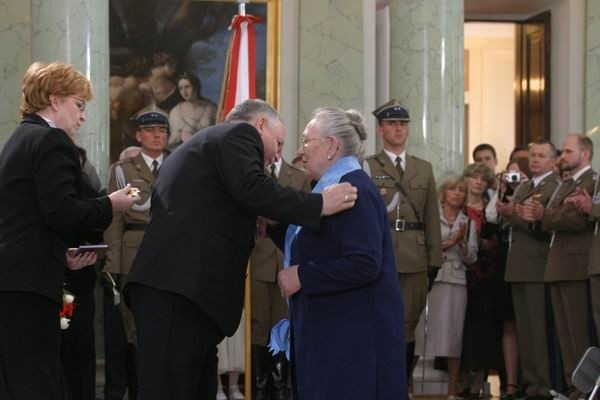
Polský prezident, Lech Kaczyński, uděluje řád Bílé orlice polské odborářské aktivistce Anně Walentynowicz (05/2006)

Řád bílé orlice (pol. Order Orła Białego) je nejstarší a nejvyšší polské státní vyznamenání. Uděluje se vojákům i civilistům, za války i v době míru a nedělí se na třídy. Poprvé jej udělil August II. Silný roku 1713. Po trojím dělení Polska a jeho zániku roku 1795 byl řád načas zrušen. Po vytvoření polského království v rámci ruského impéria (tzv. Kongresovka) řád převzalo roku 1831 Rusko jako záslužný řád, udělovaný v jedné třídě (velkostuha, hvězda), tato verze je v češtině kvůli přidání ruského imperiálního orla k odznaku označována jako Řád bílého orla. Po znovuobnovení Polska po 1. světové válce byl řád roku 1921 znovu obnoven jako polské vyznamenání.

## Historie
Král August II. Silný založil v roce 1705 medaili s vyobrazením polské orlice. V roce 1713 byla nahrazena řádem, který byl udělován polským dvořanům až do roku 1795, kdy bylo Polsko rozděleno a ztratilo politickou nezávislost. Po roce 1815 byl řád převzat carem Alexandrem I. a udělován pod jménem řád Bílého orla až do roku 1917 v rámci Ruského impéria. V Polsku byl řád obnoven v roce 1921 jako nejvyšší vyznamenání udělované obvykle hlavám spřátelených států.

## Vzhled
Odznakem řádu je zlatý maltézský kříž provedený v červeném smaltování ukončený kuličkami. Mezi rameny kříže jsou zlaté plameny Na kříži je umístěna bílá orlice s korunkou.
Hvězda řádu je zlatá osmicípá. Uprostřed ní je umístěn zlatý maltézský kříž s červeným smaltem, mezi jehož rameny jsou zlaté plameny. Na jednotlivých ramenech kříže je umístěn polský nápis Za ojczyznę i narod (Za vlast a národ). Ve středu kříže je bílý medailon se zlatými iniciálami RP (Rzeczpospolita Polska).
Barva stuhy je světlemodrá.

## Galerie

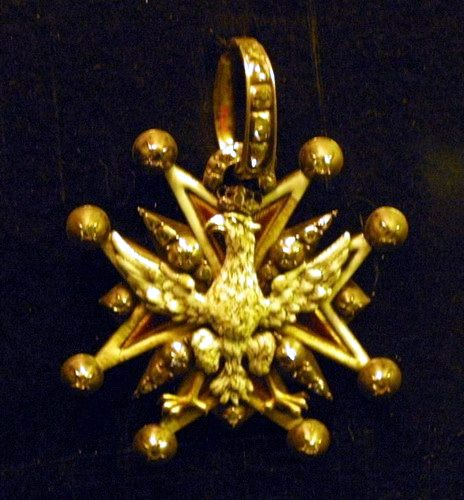
Polská verze řádu z 18. století.
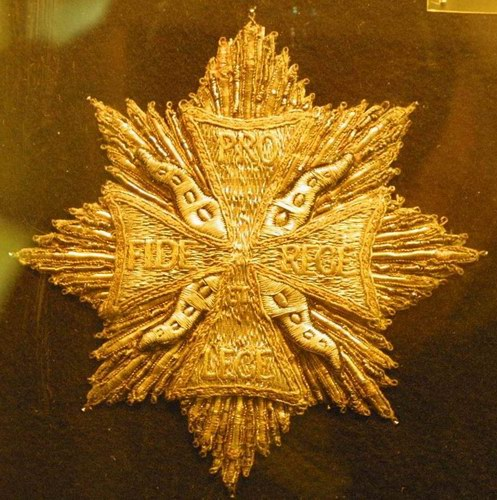
Polská verze hvězdy z 18. století.
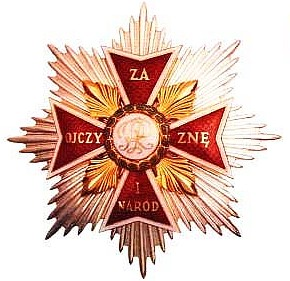
Současná verze hvězdy.
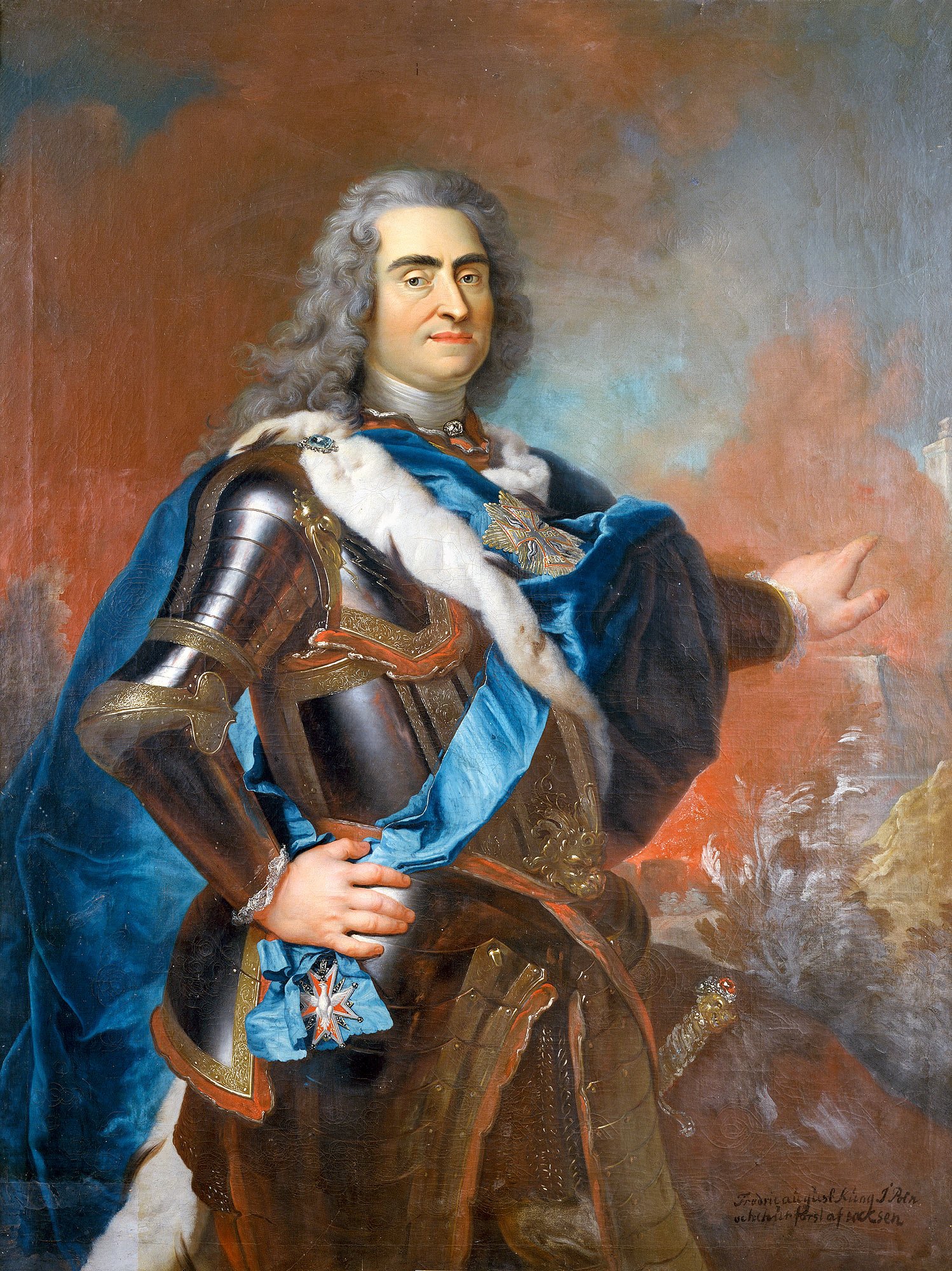
Portrét krále Augusta II. Silného s velkostuhou a odznakem řádu.
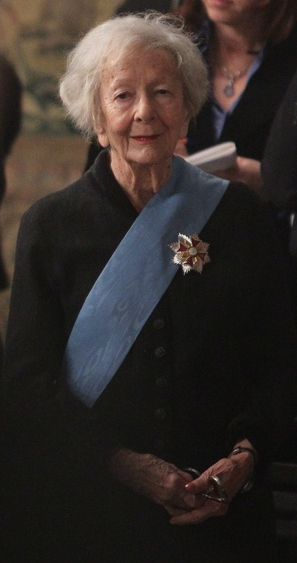
Polská spisovatelka Wisława Szymborská (2011)